# De Havilland Engine Company
El de Havilland Engine Company (Compañía de Motores de Havilland) fue una rama de la compañía fabricante de aviones de Havilland, la cual se inició como la 'Engine Division of the de Havilland Aircraft Company' (División Motores de la Compañía de Aviación de Havilland) en 1926, produciendo el famoso motor aeronáutico de Havilland Gipsy.

## Historia
La compañía fue creada oficialmente en Stag Lane en febrero de 1944 y luego fue trasladada a una fábrica en Leavesden, arrendada por el gobierno en 1946. En este lugar se fabricó el Handley Page Halifax. Ahora es la sede de los Leavesden Studios.
Produjo uno de los primeros motores a reacción, el de Havilland Goblin, el cual entró en servicio en uno de los primeros cazas de posguerra: el de Havilland Vampire.
El turborreactor Ghost (posterior al Goblin) impulsó las primeras versiones del de Havilland Comet de servicio comercial, y el caza de Havilland Venom.
La compañía desarrolló, más tarde, el turboeje de Havilland Gnome, una licencia del diseño del General Electric T58, pero la compañía fue absorbida dentro de Bristol Siddeley en 1961; Bristol posteriormente se convirtió en parte de Rolls-Royce Limited en 1966.